# Новогруд-Бобжанський
Новогруд-Бобжанський (пол. Nowogród Bobrzański, нім. Naumburg) — місто в західній Польщі, на річці Бубр. Належить до Зеленогурського повіту Любуського воєводства.

## Демографія
Демографічна структура станом на 31 березня 2011 року:
|          | Загалом | Допрацездатний вік | Працездатний вік | Постпрацездатний вік |
| -------- | ------- | ------------------ | ---------------- | -------------------- |
| Чоловіки | 2526    | 485                | 1849             | 192                  |
| Жінки    | 2646    | 489                | 1703             | 454                  |
| Разом    | 5172    | 974                | 3552             | 646                  |